# Mongolische Linde

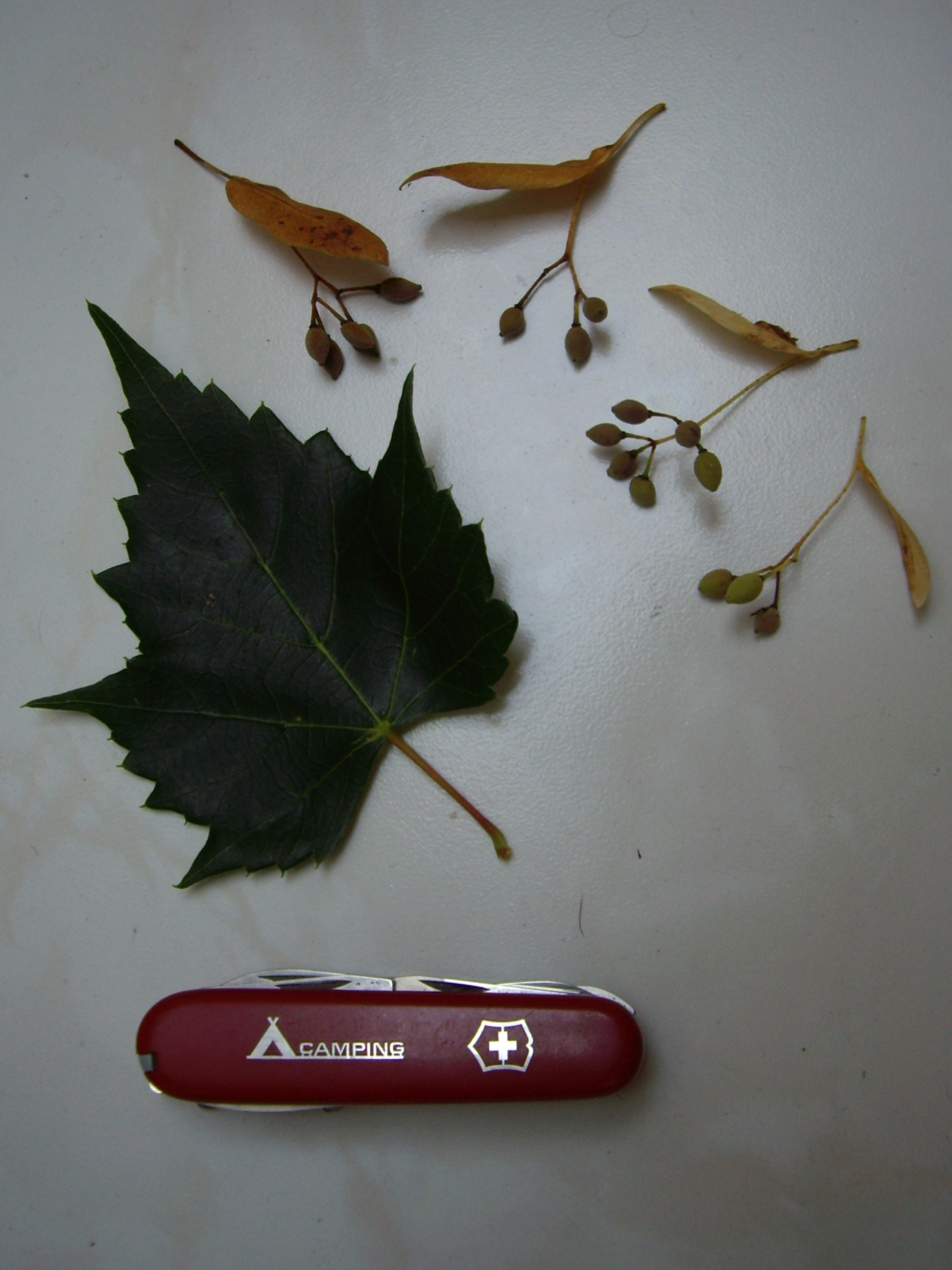
Blatt und Fruchtstände der Mongolischen Linde

Die Mongolische Linde (Tilia mongolica) ist eine Pflanzenart aus der Gattung der Linden (Tilia) in der Familie der Malvengewächse (Malvaceae). Ihre Heimat ist die Mongolei und Nordchina.

## Beschreibung
Die Mongolische Linde ist ein mittelgroßer Baum, der Wuchshöhen von bis 10 m erreicht. Die Borke ist grau. Die eiförmigen Knospen sind glatt. Die gestielten Laubblätter sind einfach. Der Blattstiel ist 2 bis 3,5 cm lang. Die glänzenden Blätter sind bei Austrieb rot und nehmen später eine tiefgrüne Färbung an. Abweichend von der Form der stärker bekannten Lindenarten sind die Blätter der Mongolischen Linde tief gelappt und der Rand gesägt. Die Blattspreite ist 4 bis 6 × 3,5 bis 5,5 cm groß.
Sechs bis zwölf Blüten stehen in einem zymösen Blütenstand zusammen, der etwa 5 bis 8 cm groß ist. Die Kelchblätter sind 4 bis 5 mm groß. Die Kronblätter sind 6 bis 7 mm groß. Die Staubblätter sind 4 bis 5 mm lang. Die Staminodien sind etwas kürzer. Der Fruchtknoten ist behaart und der Griffel ist glatt.
Die typisch geformten Früchte sind vergleichsweise klein.  Die oft fünfkantigen Früchte weisen einen Durchmesser von 6 bis 8 mm auf.
Die Chromosomenzahl beträgt 2n = 164.